# アマリリス (竹田真理子の漫画)
『アマリリス』（アマリリス）は、竹田真理子による日本の漫画。講談社の「なかよし」で1990年7月号（6月1日発行）から全6話が連載された。

## 書誌情報
竹田真理子 『アマリリス』 講談社〈講談社コミックスなかよし〉、全1巻
- 1巻、1991年1月6日発行、ISBN 4-06-178679-2